# Список найбільш відвідуваних музеїв
Це список найвідвідуваніших музеїв світу у 2024 або 2023 роках за даними щорічної статистики відвідуваності.

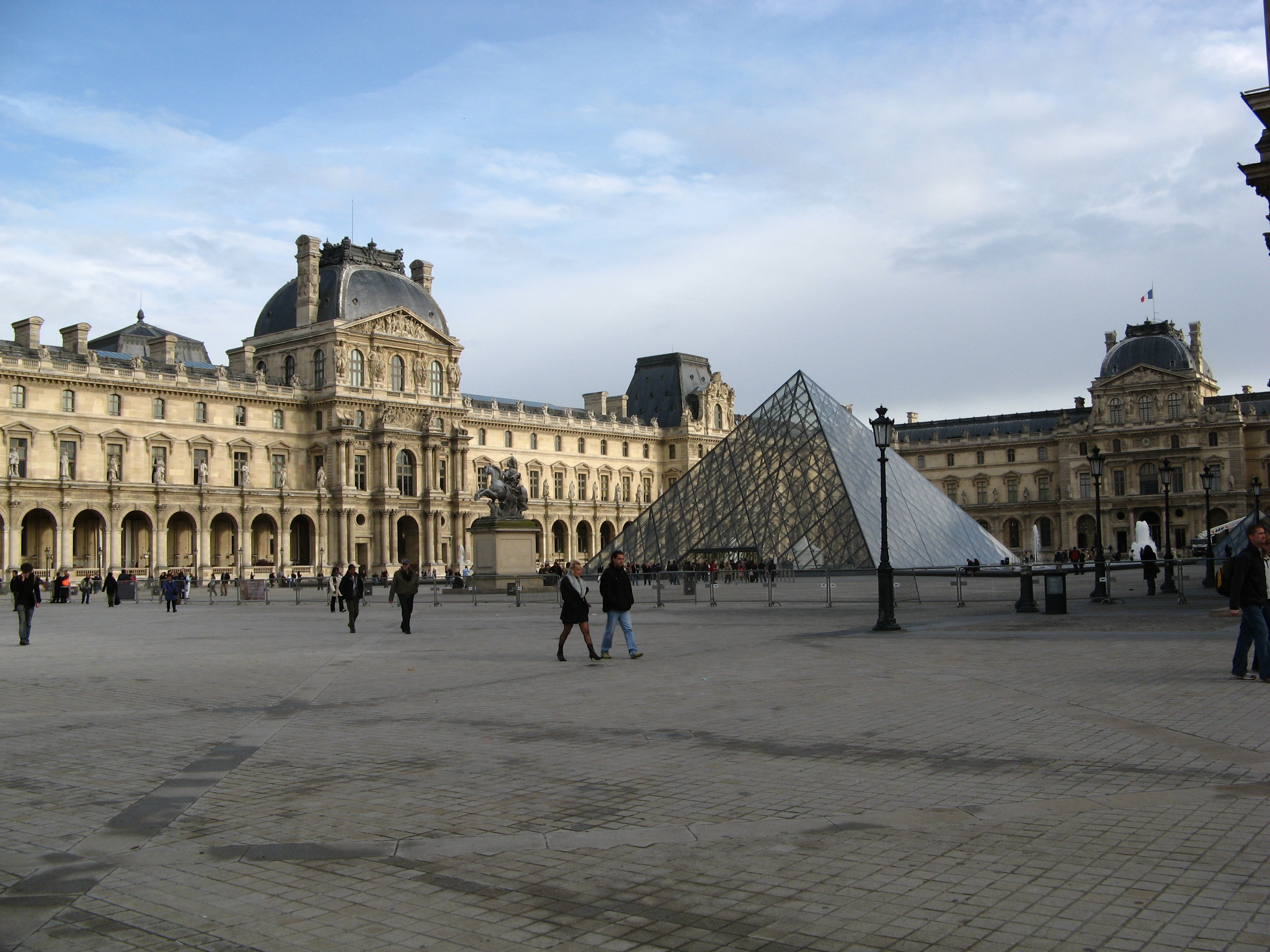
Лувр, Париж, Франція

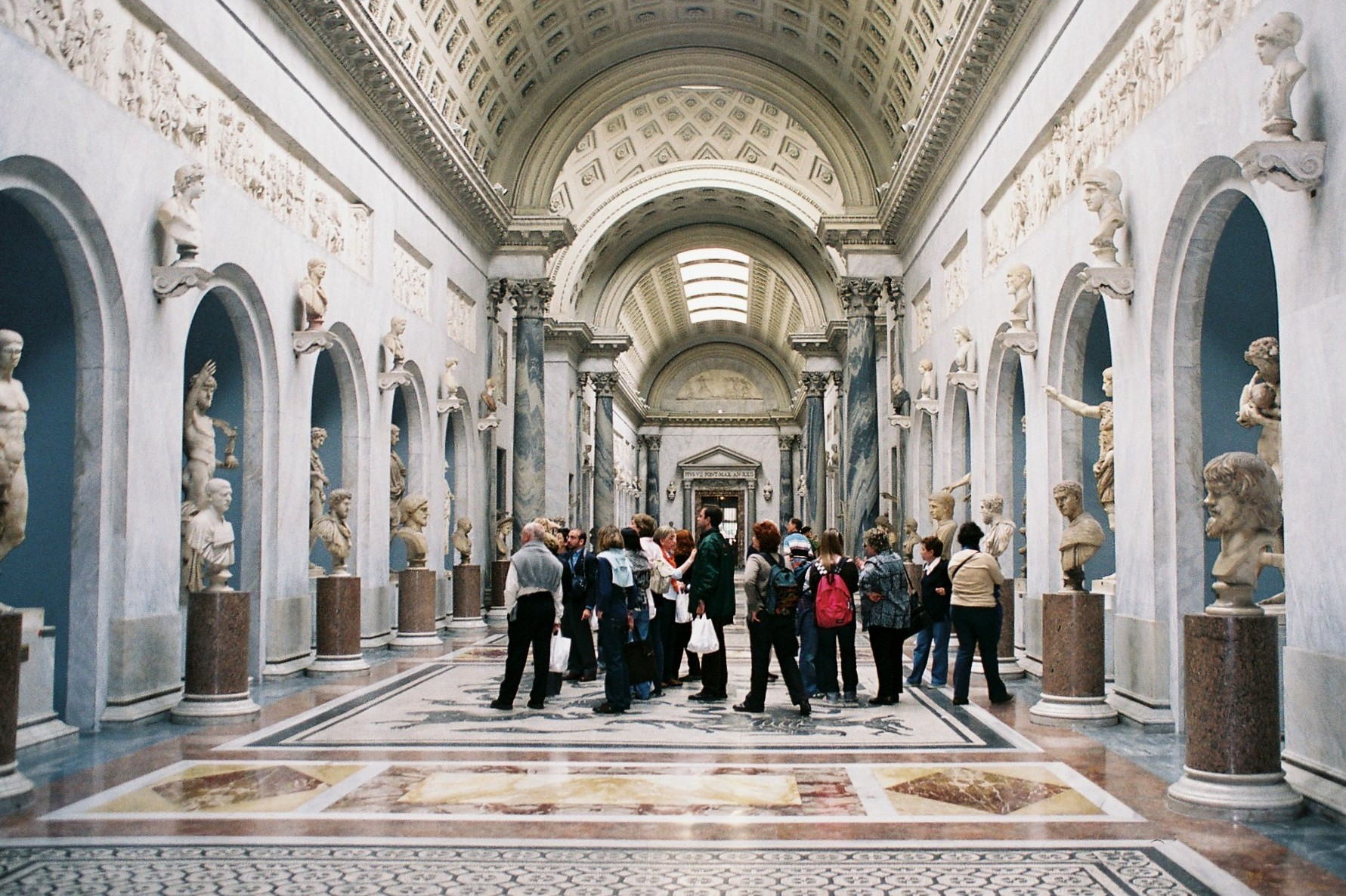
Музеї Ватикану, Ватикан, Рим

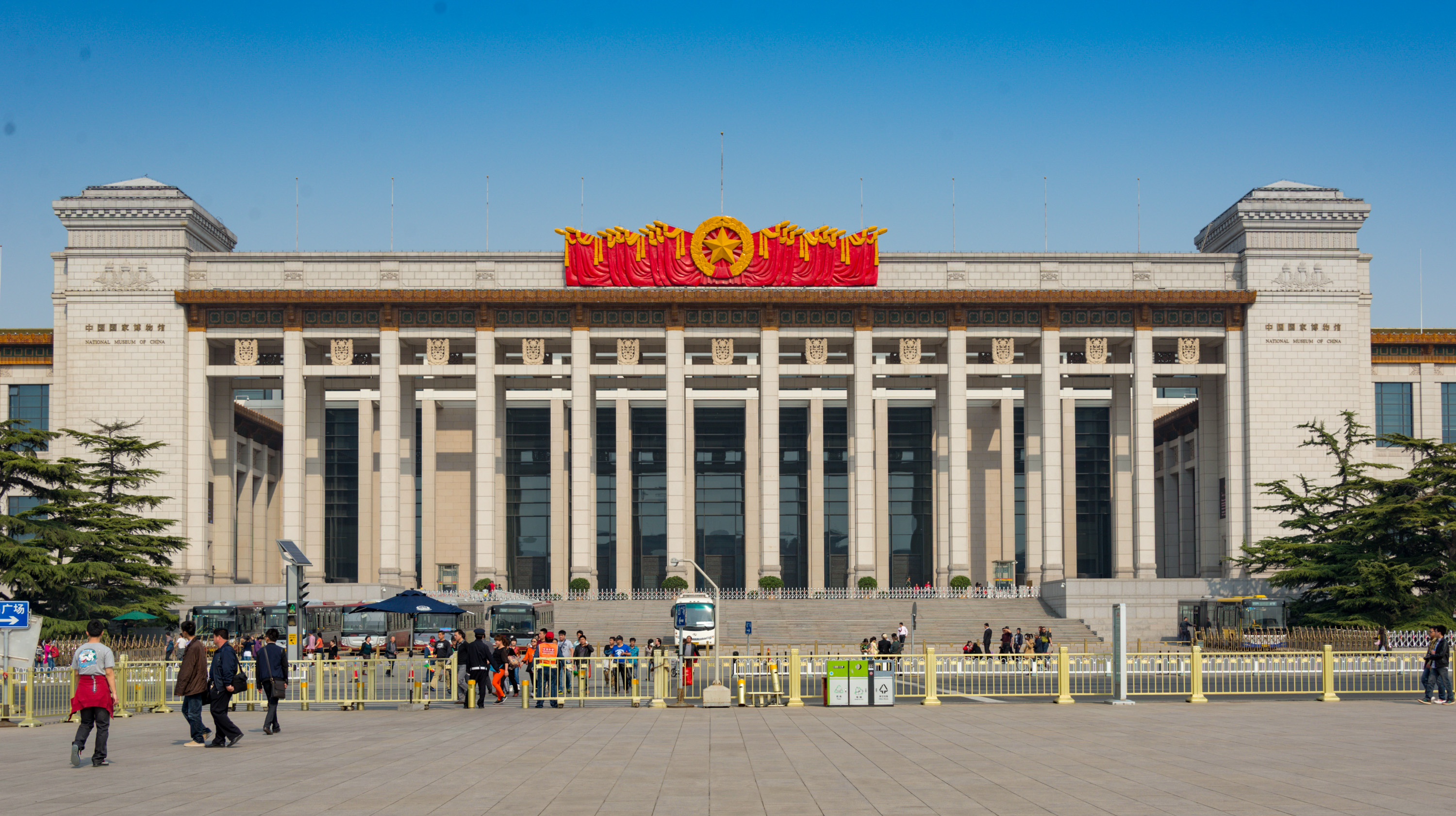
Національний музей Китаю, Пекін, Китай

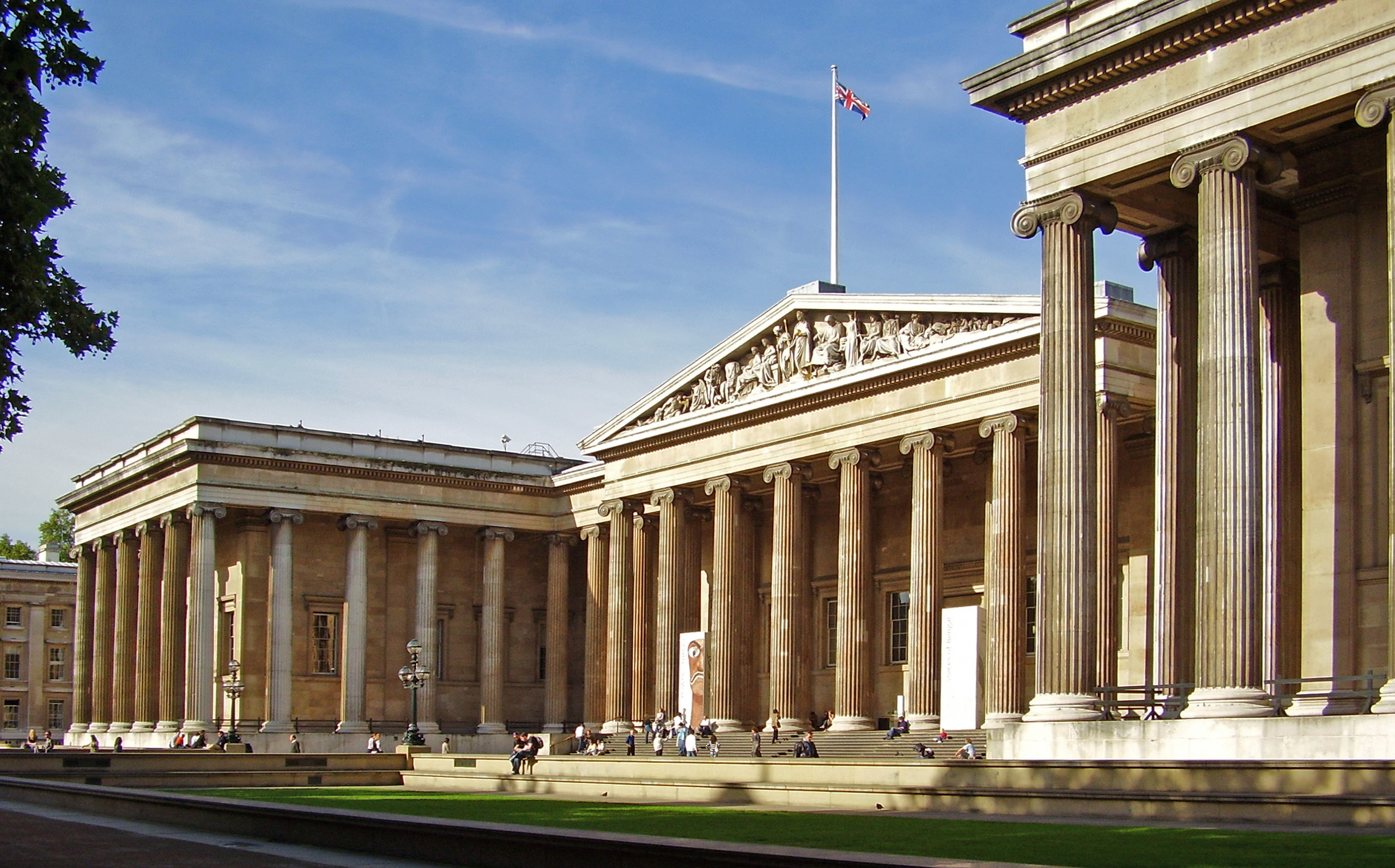
Британський музей, Лондон

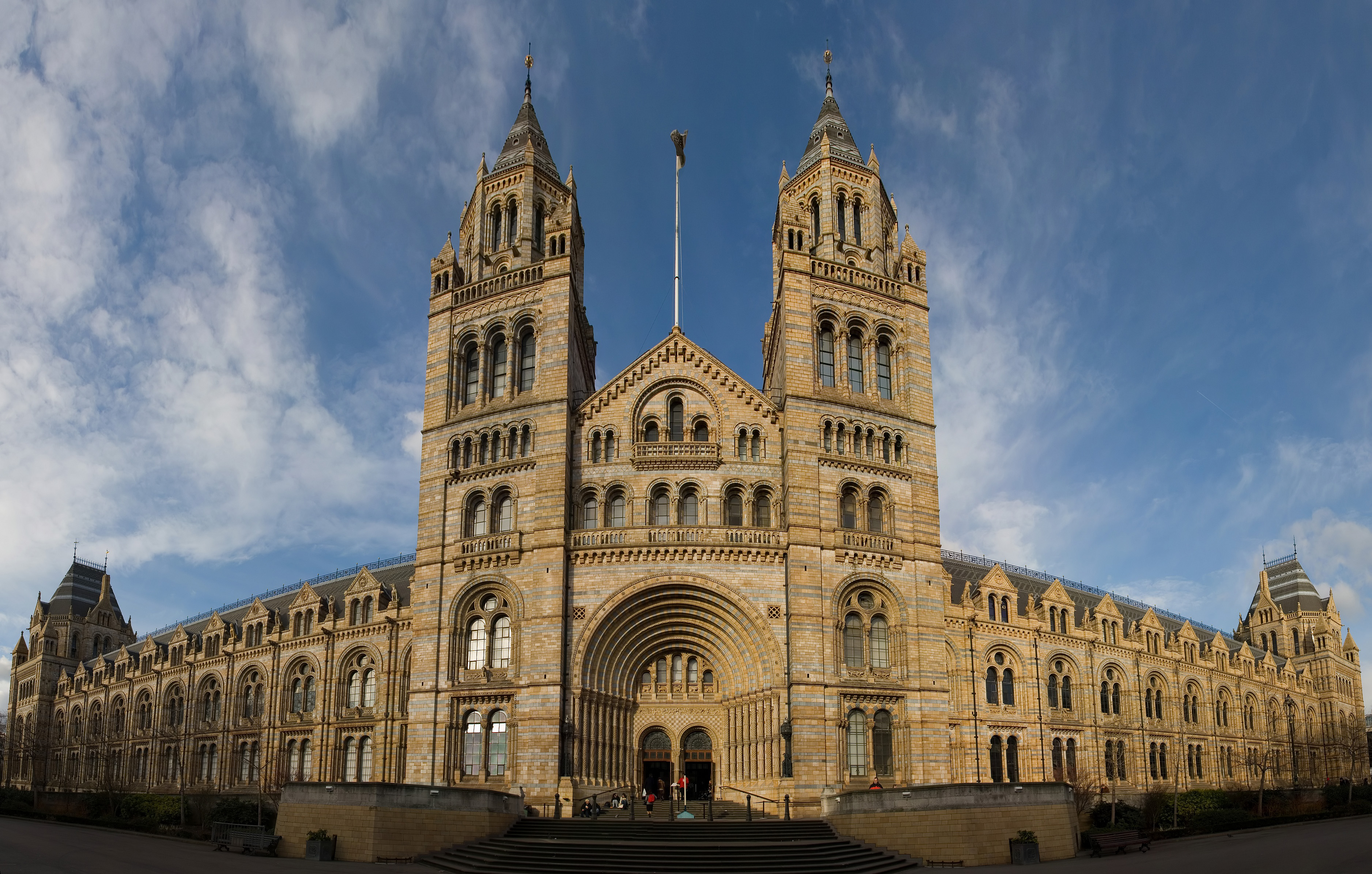
Музей природознавства, Лондон

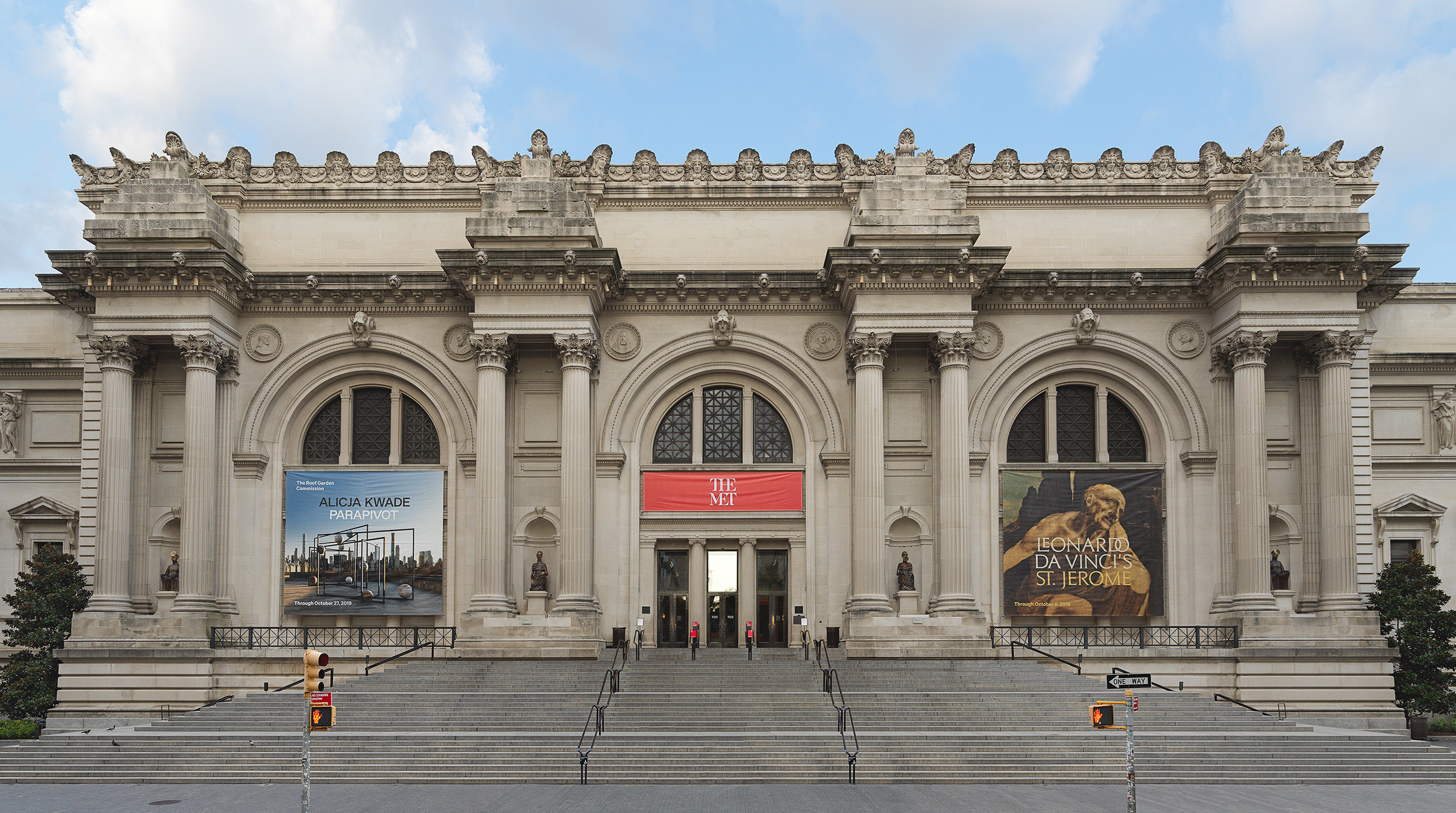
Метрополітен-музей, Нью-Йорк

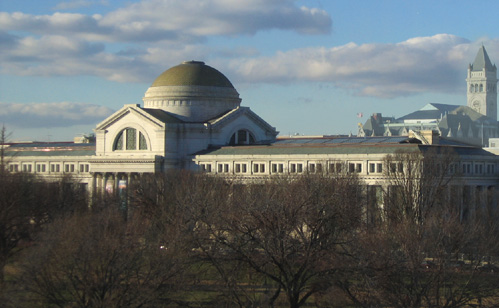
Національний музей природознавства, Вашингтон, США

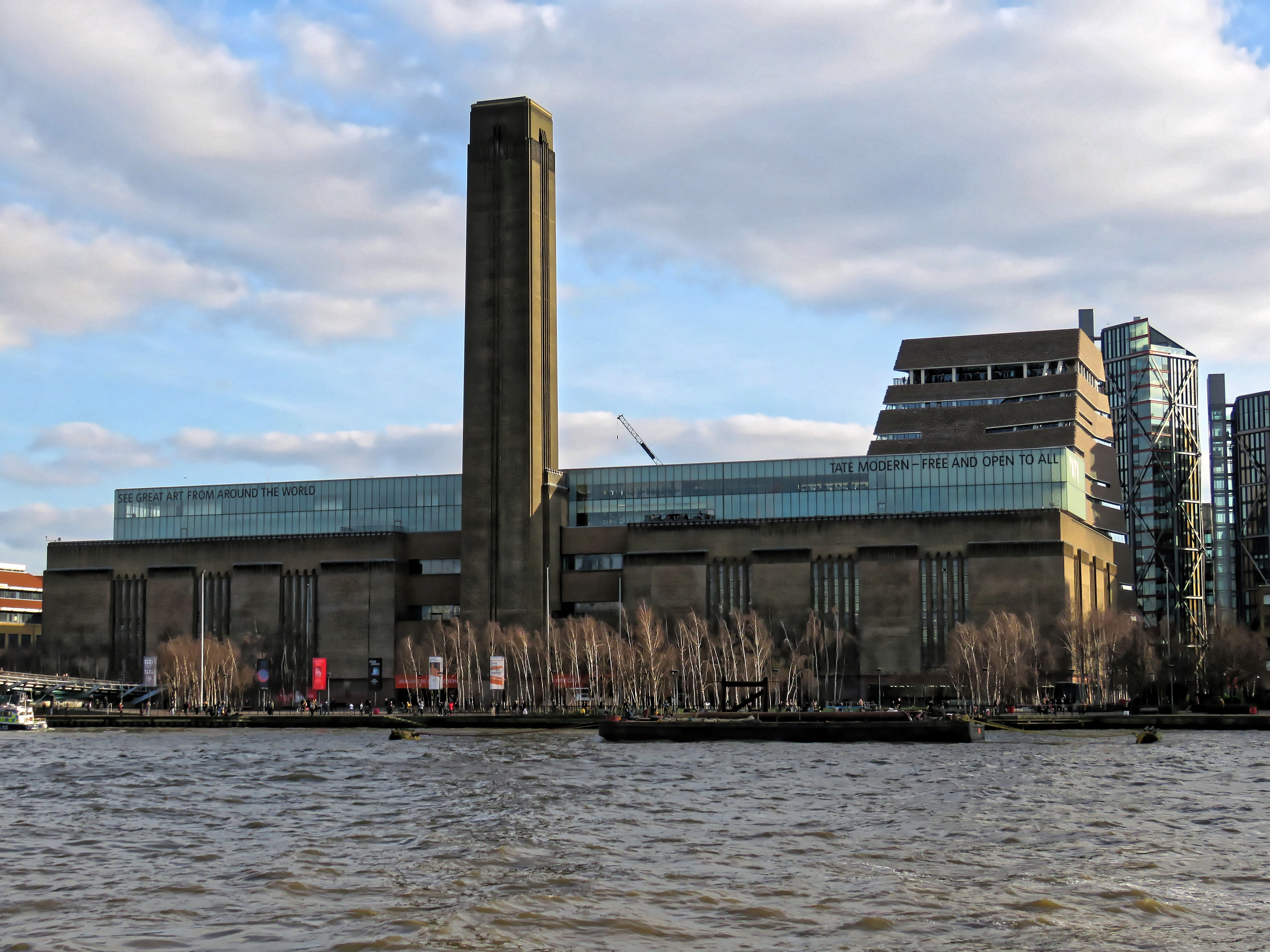
Тейт Модерн, Лондон, Англія

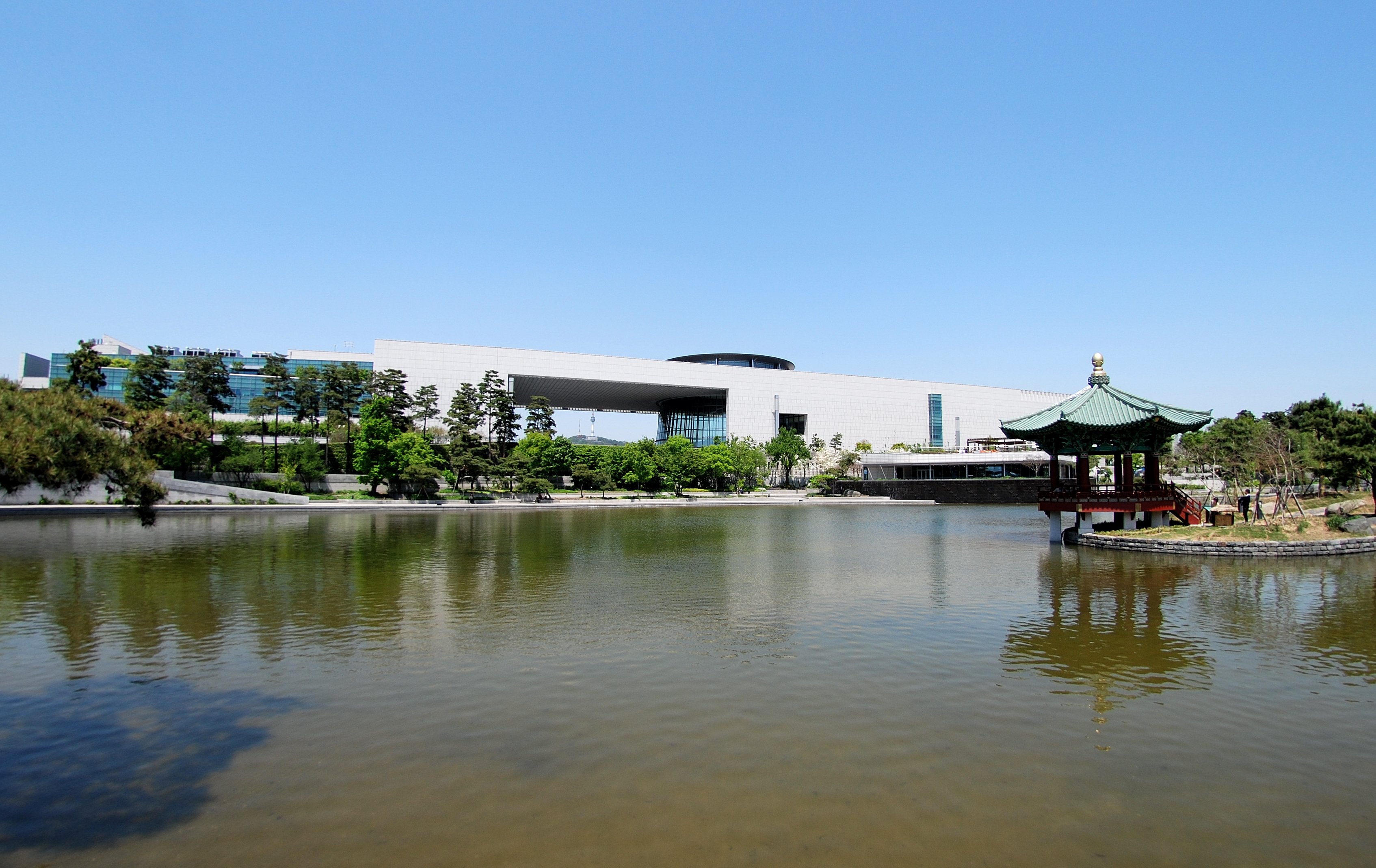
Національний музей Кореї, Сеул, Південна Корея

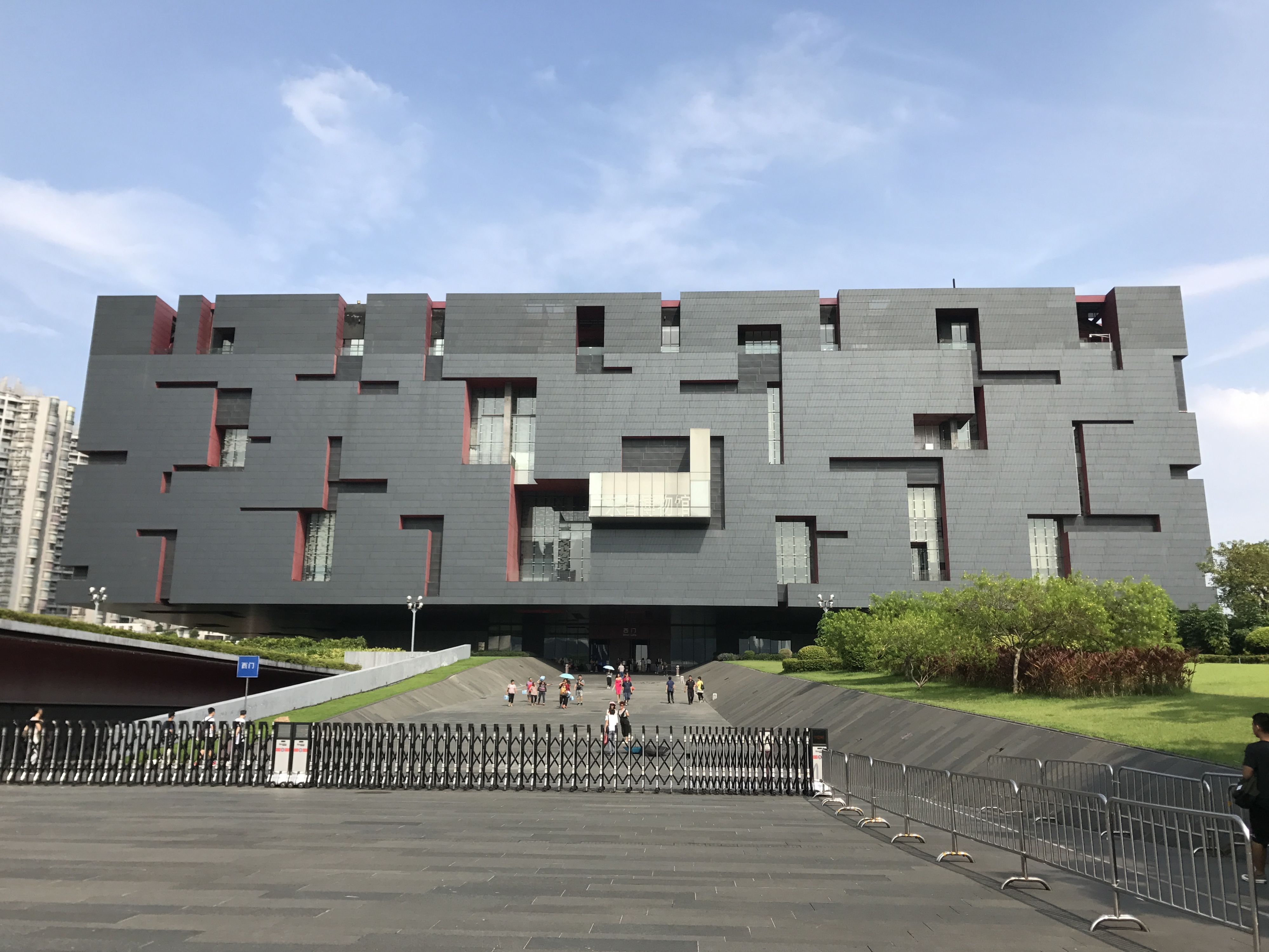
Музей Гуандуна, Гуанчжоу, Китай

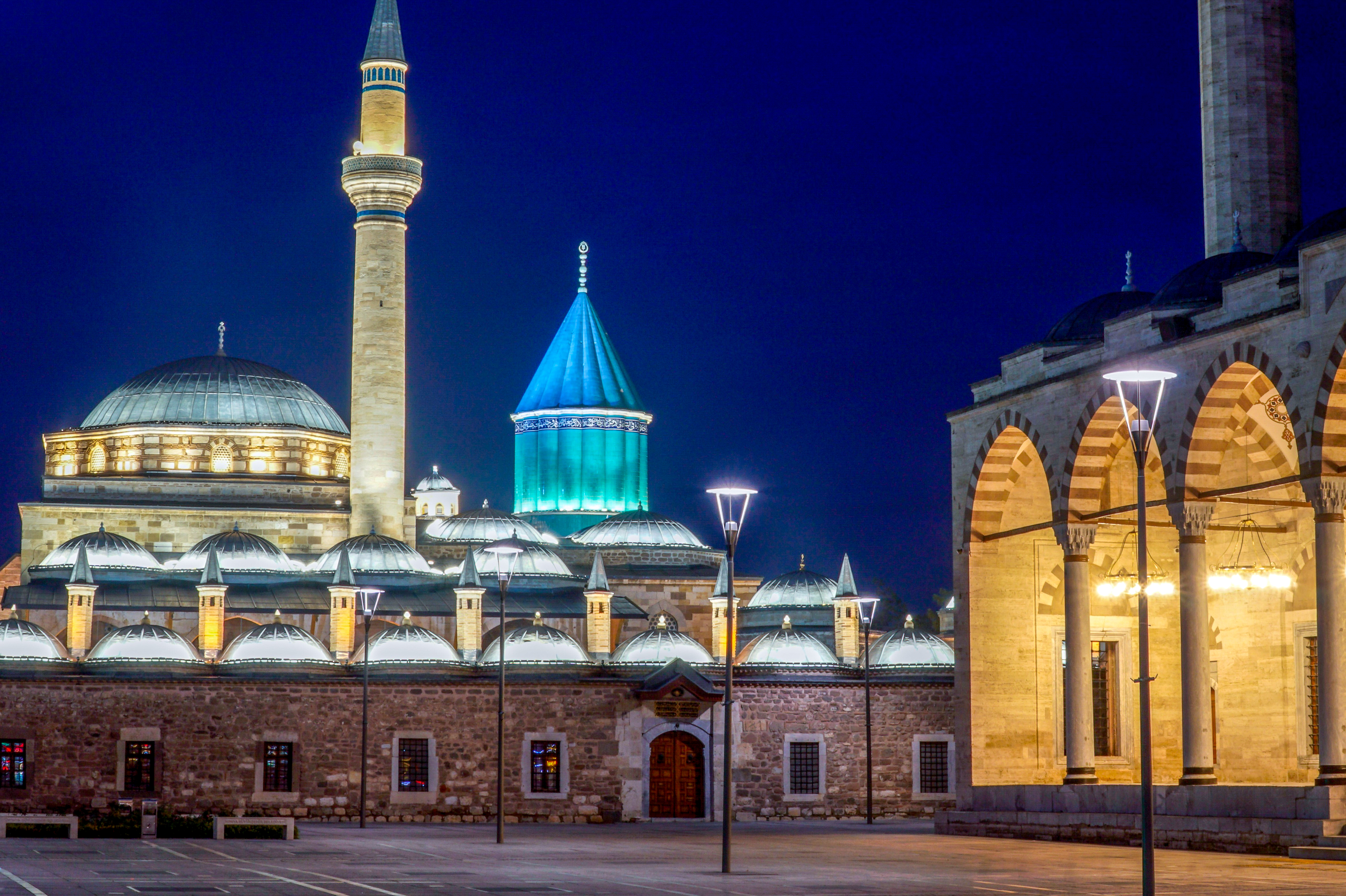
Музей Мевляни, Конья, Туреччина

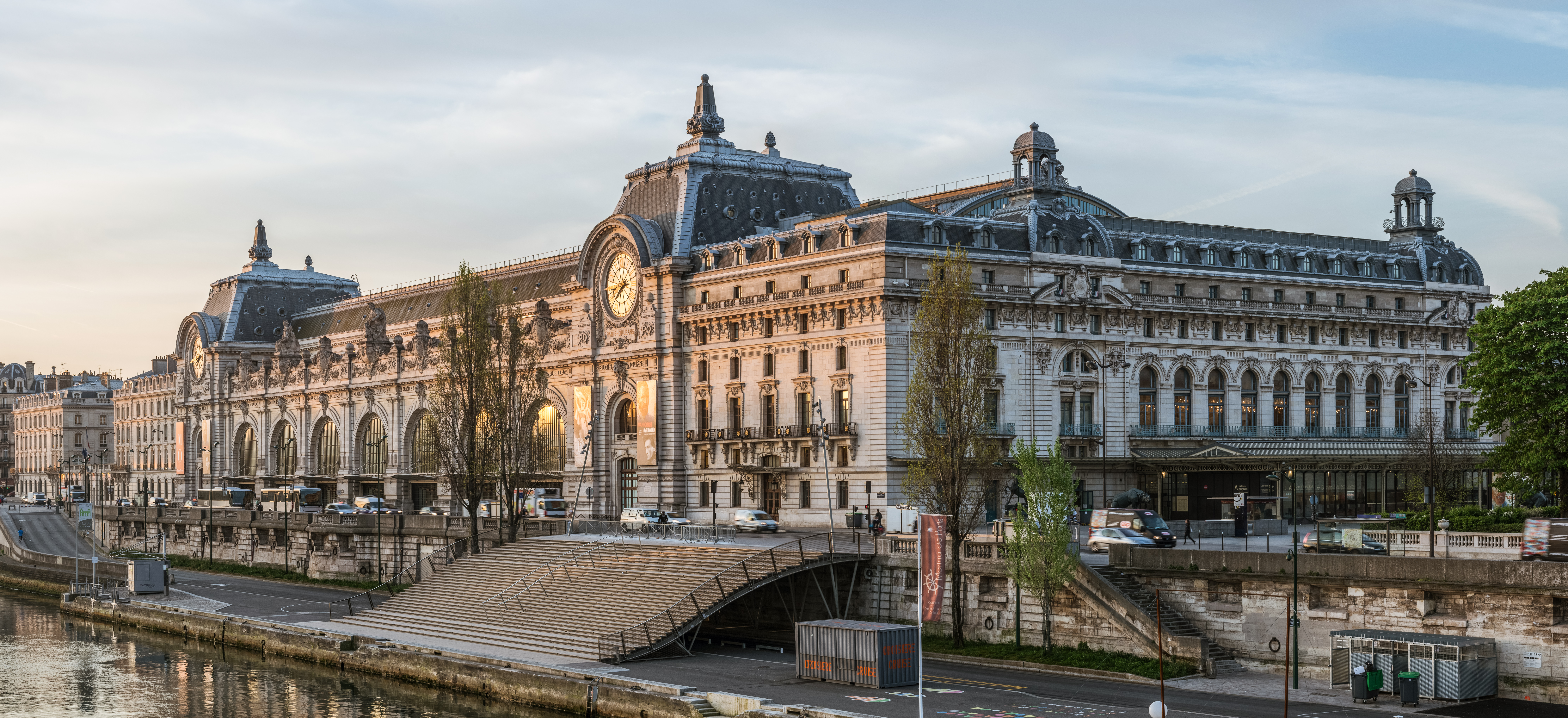
Музей д'Орсе, Париж, Франція

## Найвідвідуваніші музеї у 2024 році
| Назва                                                | Відвідувачі у 2024                          | Місто                        | Країна          |
| ---------------------------------------------------- | ------------------------------------------- | ---------------------------- | --------------- |
| Лувр                                                 | 8 700 000 (2024)                            | Париж                        | Франція         |
| Національний музей Китаю                             | 6 956 800 (2024)                            | Пекін                        | КНР             |
| Музеї Ватикану                                       | 6 825 436 (2024)                            | Ватикан, Рим                 | Ватикан         |
| Британський музей                                    | 6 479 952 (2024)                            | Лондон                       | Велика Британія |
| Музей природознавства, Південний Кенсінгтон          | 6 301 972 (2024)                            | Лондон                       | Велика Британія |
| Метрополітен-музей                                   | 5 727 258 (2024)                            | Нью-Йорк                     | США             |
| Американський музей природознавства                  | 5 400 000 (2024)                            | Нью-Йорк                     | США             |
| Китайський музей науки і техніки                     | 5 315 000 (2023)                            | Пекін                        | КНР             |
| Нанкінський музей                                    | 5 006 800 (2023)                            | Нанкін                       | КНР             |
| Музей Сучжоу                                         | 4 852 000 (2023)                            | Сучжоу                       | КНР             |
| Тейт Модерн                                          | 4 603 025 (2024)                            | Лондон                       | Велика Британія |
| Національний музей природознавства                   | 4 400 000 (2023)                            | Вашингтон                    | США             |
| Музей провінції Хубей                                | 4 356 943 (2023)                            | Ухань                        | КНР             |
| Національний музей Кореї                             | 4,18 млн (2023)                             | Сеул                         | Південна Корея  |
| Національна галерея мистецтва                        | 3 936 543 (2024)                            | Вашингтон                    | США             |
| Національний музей природознавства                   | 3,8 млн (2023)                              | Париж                        | Франція         |
| Музей д'Орсе                                         | 3 751 000 (включаючи Музей Оранжері) (2024) | Париж                        | Франція         |
| Національний музей антропології                      | 3 700 000 (2024)                            | Мехіко                       | Мексика         |
| Ермітаж                                              | 3 563 590 (2024)                            | Санкт-Петербург              | Росія           |
| Музей Вікторії та Альберта                           | 3 525 700 (2024)                            | Лондон, Південний Кенсінгтон | Велика Британія |
| Музей Прадо                                          | 3 457 057 (2024)                            | Мадрид                       | Іспанія         |
| Музей Мевляни                                        | 3 352 505 (2022)                            | Конья                        | Туреччина       |
| Центр Жоржа Помпіду                                  | 3 204 369 (2024)                            | Париж                        | Франція         |
| Національна галерея                                  | 3 203 451 (2024)                            | Лондон                       | Велика Британія |
| Музей Ченду                                          | 3 134 129 (2023)                            | Ченду                        | КНР             |
| Палац та сад Саадабад                                | 3 121 000 (2022)                            | Тегеран                      | Іран            |
| Національний музей авіації і космонавтики            | 3 100 000 (2024)                            | Вашингтон                    | США             |
| Галерея Уффіці                                       | 2 908 828 (2024)                            | Флоренція                    | Італія          |
| Державний російський музей                           | 2 900 000 (2023)                            | Санкт-Петербург              | Росія           |
| Національний музей природничих наук                  | 2 854 455 (2024)                            | Тайчжун                      | Тайвань         |
| Музей сучасного мистецтва                            | 2 839 509 (2023)                            | Нью-Йорк                     | США             |
| Лондонський музей науки                              | 2 827 242 (2024)                            | Лондон                       | Велика Британія |
| M+                                                   | 2 798 000 (2023)                            | Гонконг                      | Гонконг         |
| Музей Чанчжоу                                        | 2 761 514 (2023)                            | Чанчжоу                      | КНР             |
| Національний музей морської науки і техніки          | 2 726 000 (2023)                            | Цзілун                       | Тайвань         |
| Чжецзянський музей природознавства                   | 2 715 813 (2023)                            | Ханчжоу                      | КНР             |
| Державний музей                                      | 2 702 824 (2023)                            | Амстердам                    | Нідерланди      |
| Національний музей природи і науки                   | 2 694 021 (2023)                            | Токіо                        | Японія          |
| Музей Шеньчженя                                      | 2 601 625 (2023)                            | Шеньчжень                    | КНР             |
| Музей Гуандуна                                       | 2 461 600 (2023)                            | Гуанчжоу                     | КНР             |
| Національний історичний музей                        | 2 456 825 (2023)                            | Мехіко                       | Мексика         |
| Музей Шаньсі                                         | 2 360 988 (2023)                            | Тайюань                      | КНР             |
| Національний музей Шотландії                         | 2 314 974 (2024)                            | Единбург                     | Велика Британія |
| Музей Трьох ущелин                                   | 2 279 105 (2023)                            | Чунцін                       | КНР             |
| Королівські музеї Гринвіча                           | 2 255 753                                   | Лондон                       | Велика Британія |
| Палац Голестан                                       | 2 106 603 (2022)                            | Тегеран                      | Іран            |
| Національний музей американської історії             | 2 100 000 (2024)                            | Вашингтон                    | США             |
| Державна Третьяковська галерея                       | 2 100 000 (2023)                            | Москва                       | Росія           |
| Топографія терору                                    | 2 100 000 (2022)                            | Берлін                       | Німеччина       |
| Художня галерея Нового Південного Уельсу             | 2 032 098                                   | Сідней                       | Австралія       |
| Галерея Академії                                     | 2 013 914 (2023)                            | Флоренція                    | Італія          |
| Національний музей у Варшаві                         | 2 000 000 (2022)                            | Варшава                      | Польща          |
| Містечко науки та промисловості                      | 1 992 823                                   | Париж                        | Франція         |
| Музей Хебею                                          | 1 879 175 (2023)                            | Шицзячжуан                   | КНР             |
| Національний музей науки і техніки                   | 1 875 372                                   | Гаосюн                       | Тайвань         |
| Музей імператорського палацу                         | 1 874 994 (2024)                            | Тайбей                       | Тайвань         |
| Бельведер                                            | 1 834 000 (2023)                            | Відень                       | Австрія         |
| Національний музей сучасного мистецтва               | 1 806 641                                   | Сеул                         | Південна Корея  |
| Національна галерея Сінгапуру                        | 1 723 916 (2023)                            | Сінгапур                     | Сінгапур        |
| Каліфорнійський науковий центр                       | 1 694 000 (2022)                            | Лос-Анджелес                 | США             |
| Китайський національний музей шовку                  | 1 692 697 (2023)                            | Ханчжоу                      | КНР             |
| Музей історії мистецтв                               | 1 688 509                                   | Відень                       | Австрія         |
| Музей Фуцзяня                                        | 1 676 973 (2023)                            | Фучжоу                       | КНР             |
| Музей мистецтв та ремесел Ханчжоу                    | 1 641 226 (2023)                            | Ханчжоу                      | КНР             |
| Національний музей у Кракові                         | 1 600 000                                   | Краків                       | Польща          |
| Національна галерея Вікторії                         | 1 580 303                                   | Мельбурн                     | Австралія       |
| Х'юстонський музей природознавства                   | 1 520 000                                   | Х'юстон                      | США             |
| Токійський столичний художній музей                  | 1 509 970                                   | Токіо                        | Японія          |
| Форум Гумбольдта                                     | 1 500 000                                   | Берлін                       | Німеччина       |
| Фонд Louis Vuitton                                   | 1 500 000 (2023)                            | Париж                        | Франція         |
| Гаосюнський музей образотворчих мистецтв             | 1 461 406                                   | Гаосюн                       | Тайвань         |
| Музей Акрополя                                       | 1 451 727                                   | Афіни                        | Греція          |
| Національний центр мистецтв                          | 1 400 096                                   | Токіо                        | Японія          |
| Токійський національний музей                        | 1 372 132                                   | Токіо                        | Японія          |
| Культурний центр Банку Бразилії                      | 1 364 208                                   | Сан-Паулу                    | Бразилія        |
| Музей ван Гога                                       | 1 364 023                                   | Амстердам                    | Нідерланди      |
| Музей Гуггенхайма в Більбао                          | 1 324 000 (2023)                            | Більбао                      | Іспанія         |
| Національний музей Замок Святого Ангела              | 1 321 834                                   | Рим                          | Італія          |
| Тяньцзінський музей природознавства                  | 1 320 752                                   | Тяньцзінь                    | КНР             |
| Кришталевий палац Ретіро                             | 1 318 823                                   | Мадрид                       | Іспанія         |
| Музей європейських та середземноморських цивілізацій | 1 300 000 (2023)                            | Марсель                      | Франція         |
| Китайський музей авіації                             | 1 292 278 (2023)                            | Пекін                        | КНР             |
| Шотландська національна галерея                      | 1 277 230                                   | Единбург                     | Велика Британія |
| Музей королеви Софії                                 | 1 253 183                                   | Мадрид                       | Іспанія         |
| Галатська вежа                                       | 1 250 000 (2023)                            | Стамбул                      | Туреччина       |

## Критерії
Цей список включає художні музеї, культурні музеї, історичні музеї, музеї природознавства та наукові музеї з відвідуваністю понад 1 250 000 осіб у 2022 році, але не включає археологічні пам'ятки, історичні пам'ятники та більшість палаців-музеїв. Наприклад, Заборонене місто, Кремль та Версальський палац не включені, хоча Лувр та Ермітаж включені.
Через відмінності у звітності в різних регіонах, є деякі розбіжності в періодах, за які надаються дані. Дані для Північної Америки та континентальної Європи, як правило, є даними за календарний рік, тоді як більшість даних для Великої Британії та Азійсько-Тихоокеанського регіону є даними за фінансовий рік, з квітня по березень.